# Raïssa Berg
Pour les articles homonymes, voir Berg.
Raïssa Lvovna Berg née le 27 mars 1913 (9 avril dans le calendrier grégorien) à Saint-Pétersbourg et morte le 1er mars 2006 à Paris 20e, est une généticienne et biologiste évolutionniste russe.

## Biographie
Raïssa Berg est la fille de Lev Berg et Polina Kotlovker, tous deux natifs de Bender, dans la zone juive. Afin de pouvoir étudier à l'université de Moscou, Lev Berg se convertit au luthéranisme et devient un géographe et ichtyologue reconnu. Alors qu'elle n'a que quelques semaines, ses parents se séparent. Son frère et elle sont élevés par leur père, prioritaire car converti, et sa nouvelle femme, Maria Ivanova, avec qui Lev Berg se marie en 1923.
Berg sort de l'école luthérienne allemande de Saint-Pétersbourg en 1929. Elle est ensuite diplômée en génétique à l'université de Leningrad, où elle étudie sous la direction d'Hermann Joseph Muller (1890-1967). Elle entame ses travaux de doctorat, finalement défendu en 1964 à de l'Institut de cytologie et de génétique de Novossibirsk.
Après ses études à Leningrad, Berg s'installe à Moscou pour travailler à l'Institut Severtsov sous la direction d'Ivan Schmalhausen. Elle travaille ensuite également à l'Institut zoologique de l'université de Moscou. Face à l'influence croissante du lyssenkisme, elle doit quitter l'université de Moscou, dont elle dit avoir été alors la dernière généticienne en fonction.
En 1948, Berg est professeur à l'université Herzen. Elle travaille ensuite à l'université d'État de Leningrad, comme professeur puis chercheuse. De 1964 à 1968, elle dirige le laboratoire de génétique des populations de l'Institut de cytologie et de génétique à l'université d'État de Novossibirsk.

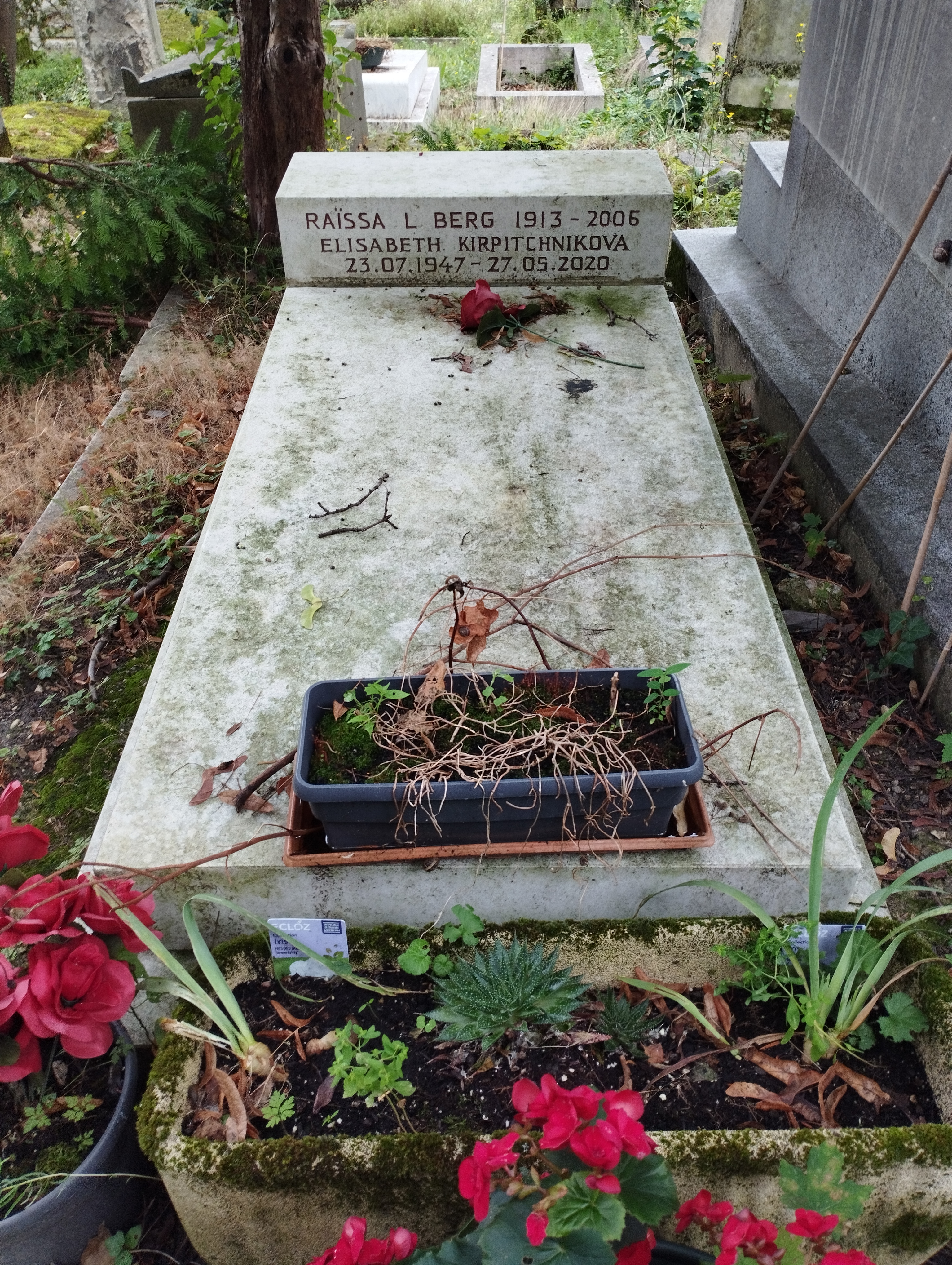
Tombe de Raïssa Berg au cimetière du Père-Lachaise (division 10).

En 1968, après avoir cosigné en 1967 la Lettre des 46, contre les violations de la loi en URSS, Berg doit pour irresponsabilité politique quitter Novossibirsk et revient comme chercheuse au VASKhNIL (en) (Moscou, 1968-1970) et professeur à l'université Herzen (Léningrad), en 1968-1974.
Au milieu des années 1970, Berg parvient à émigrer aux États-Unis. Elle occupe un poste à l'université du Wisconsin à Madison de 1975 à 1981, puis est professeur à l'université George Washington de Saint-Louis.
Elle voyage et enseigne, avant de s'installer en France, auprès de sa fille, en 1994,. Elle meurt à Paris en 2006.
Elle est inhumée au cimetière du Père-Lachaise (10e division).

## Opinions politiques
Berg est une « non-conformiste » au temps de l'Union soviétique. La libéralisation relative du régime sous Khrouchtchev lui permet de recevoir chez elle des artistes et écrivains dissidents. Elle signe avec nombre de ses collègues chercheurs une lettre de protestation contre le procès à huis clos de dissidents. En 1968, elle est condamnée pour "irresponsabilité politique" et doit quitter son poste à Novossibirsk.
Berg prend la défense de Nikolaï Timofeïev-Ressovski (1900-1981), persécuté après la Deuxième Guerre mondiale pour avoir travaillé pour l'Allemagne nazie. Dans ses mémoires, Berg fait la chronique des difficultés qu'elle rencontre à travailler dans le système soviétique.

## Vie personnelle
Berg épouse le généticien Valentin Kirpichnikov en 1945. Le couple a deux filles, Elizaveta et Maria Kirpichnikova, nées en 1947 et 1948.